# یواس‌اس اوکیناوا (ال‌پی‌اچ-۳)
یواس‌اس اوکیناوا (ال‌پی‌اچ-۳) (به انگلیسی: USS Okinawa (LPH-3)) یک کشتی بود که طول آن ۵۹۲ فوت (۱۸۰ متر) بود. این کشتی در سال ۱۹۶۰ ساخته شد.